# My Girl (série télévisée, 2005)
Pour les articles homonymes, voir My Girl.
My Girl (coréen: 마이걸) est une série télévisée sud-coréenne créée par les Sœurs Hong et diffusée entre 2005 et 2006 sur SBS.

## Résumé
Originaire de l'île de Jeju, Joo Yoo-rin vit avec son père, un homme dépendant aux jeux d'argent. En grandissant à ses côtés, Yoo-rin développe un talent naturel pour le boniment et l'escroquerie ainsi que des facultés en langues - elle parle couramment japonais et chinois. Lorsque son père quitte Jeju en catastrophe pour fuir ses débiteurs, la jeune fille est déterminée à éponger ses dettes.
Un jour, son chemin croise celui de Seol Gong-chan, richissime héritier de L'Avenue Hotel. Gong-chan, lui, se trouve dans une impasse. Son grand-père Woong est mourant et n'a qu'un unique désir : retrouver sa chère petite-fille, disparue voilà bien longtemps.
Pour exaucer le dernier vœu de son grand-père, Gong-chan décide d'engager Yoo-rin : elle devra incarner l'enfant disparue de la famille. En échange de quoi, il offrira à cette dernière un salaire mensuel ainsi qu'une prime.
Dans un premier temps, Yoo-rin se refuse à mentir à un vieillard condamné mais n'est hélas pas en mesure de refuser une telle offre : elle est désespérément à court d'argent et doit secourir son père. A contrecœur, elle consent alors à endosser ce rôle.
Le subterfuge fonctionne jusqu'au moment où Woong guérit miraculeusement : la joie de retrouver sa petite-fille adorée a permis au grand-père de se rétablir mais empêtre définitivement Gong-chan et Yoo-rin dans leur mensonge !
Ayant prétendus être cousins, les deux complices doivent désormais vivre ensemble, sous le même toit. Petit problème : au fil du temps, leur attirance ne cesse de grandir.
Lorsque Jung-woo, le meilleur ami playboy du jeune homme, s'emmêle et que la belle Se-hyun, l'ex-petite amie de Gong-chan, rentre en Corée pour le reconquérir, la situation devient vite ingérable…

## Distribution

### Acteurs principaux
- Lee Da-hae : Joo Yoo-rin
- Lee Dong-wook : Seol Gong-chan
- Lee Joon-gi : Seo Jung-woo
- Park Si-yeon : Kim Se-hyun
- Byun Hee-bong : Seol Woong

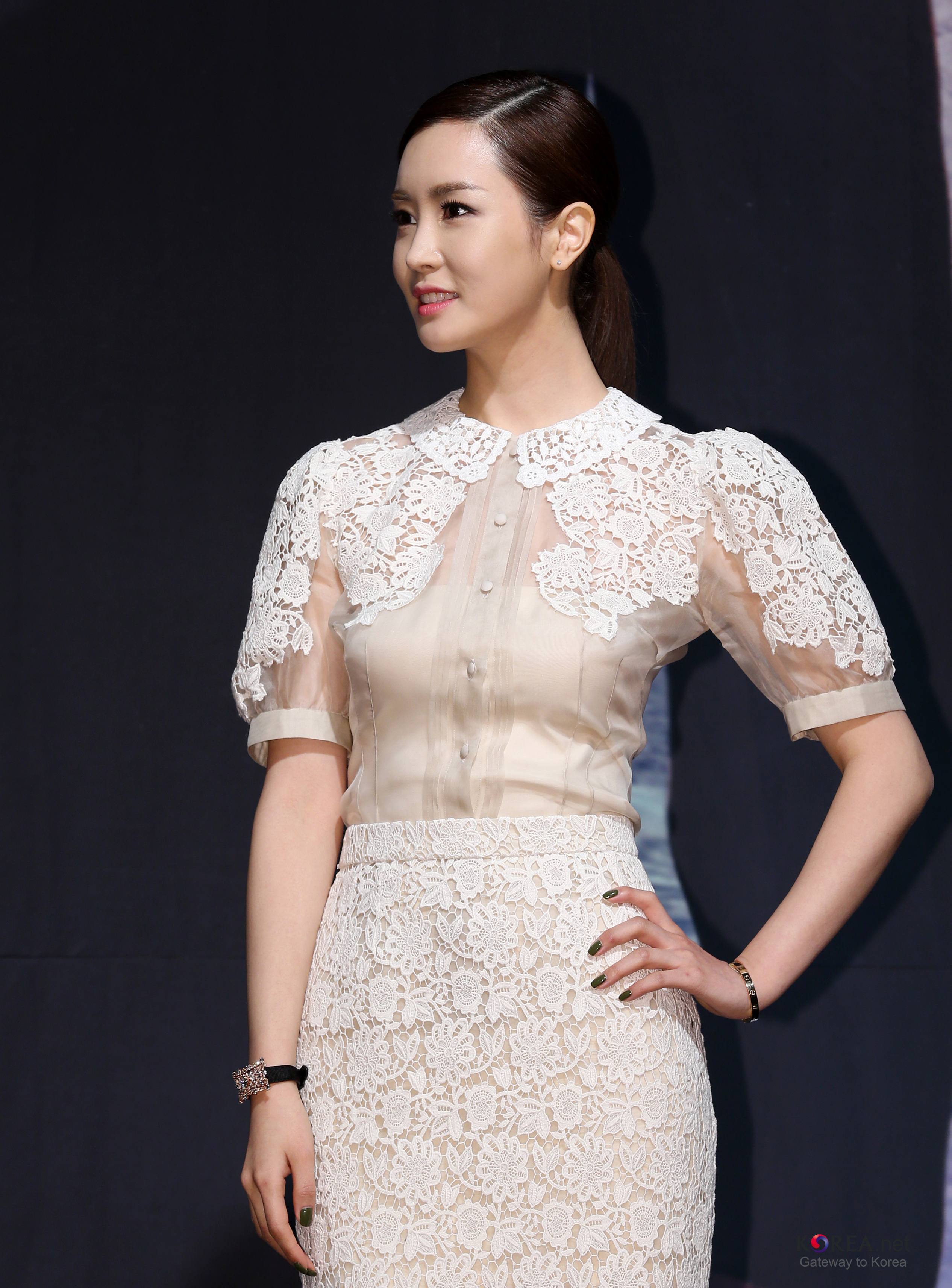
Lee Da-hae incarne l'héroïne Joo Yoo-rin.
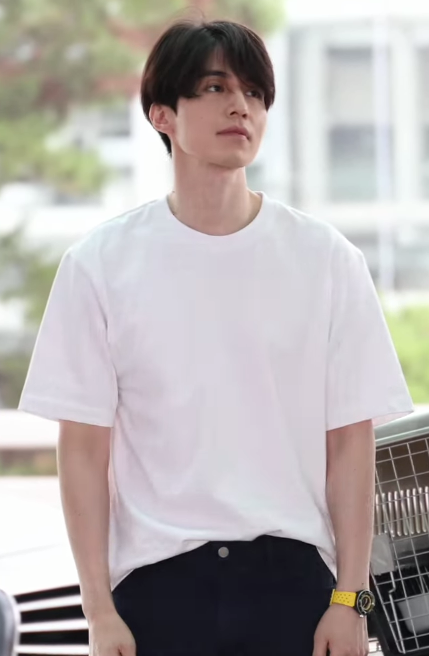
Lee Dong-wook campe le personnage masculin principal, Seol Gong-chan.
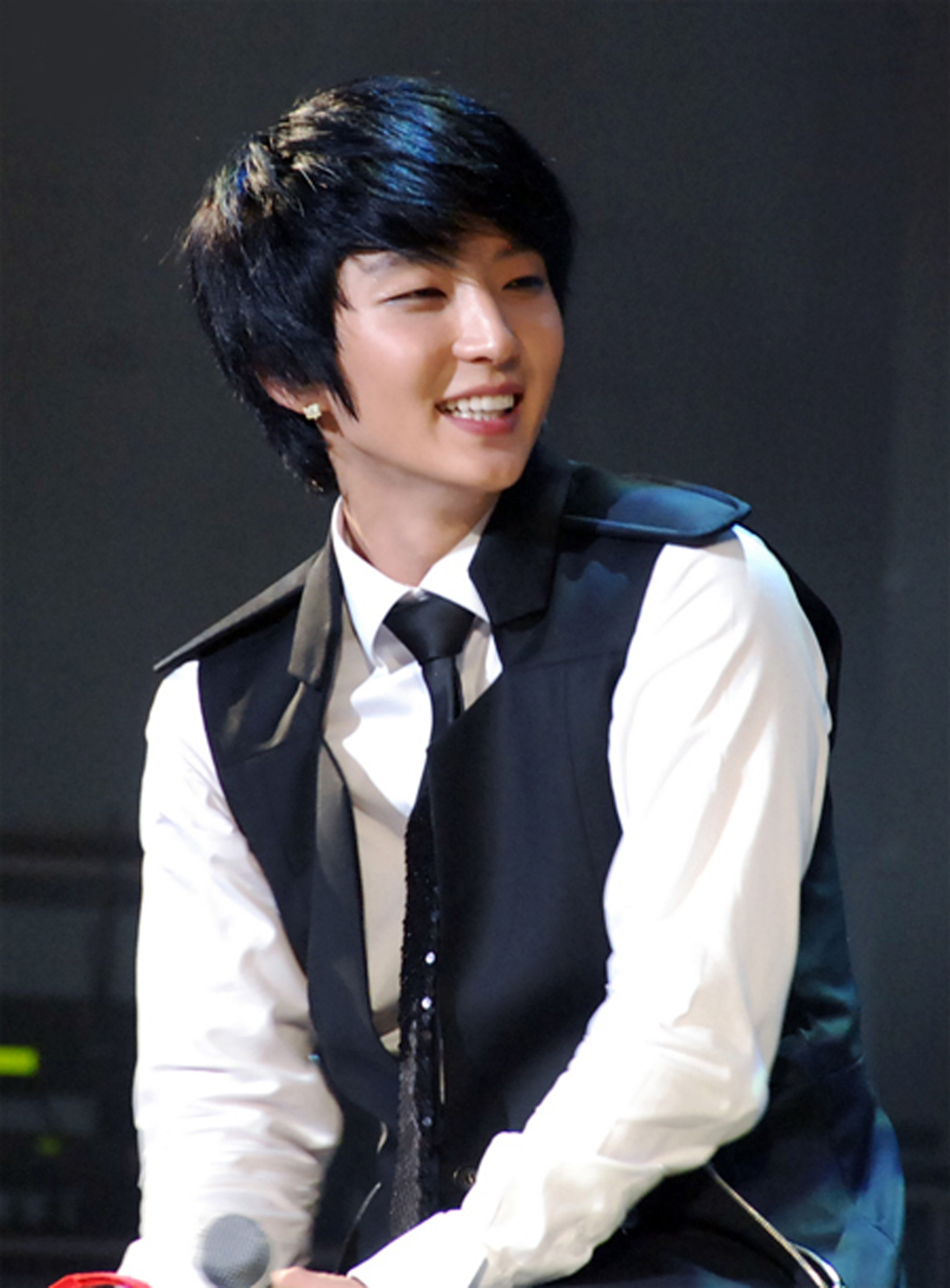
Lee Joon-gi interprète Seo Jung-woo, le meilleur ami séducteur de Gong-chan.
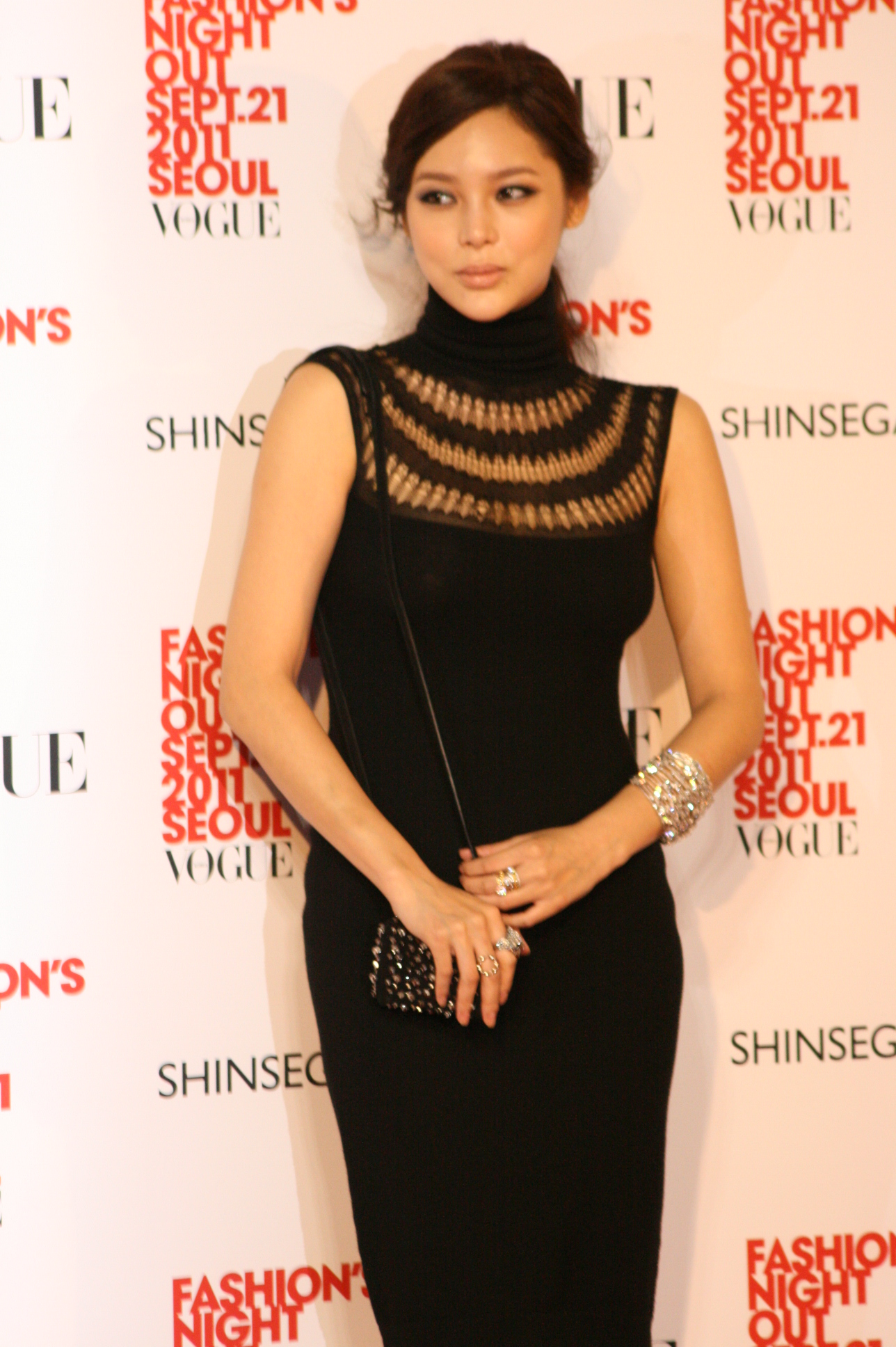
Park Si-yeon joue Kim Se-hyun, l'ex-petite amie de Gong-chan qui tente de le récupérer.
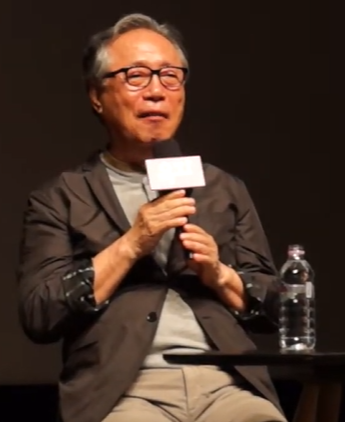
Byun Hee-bong alias Seol Woong, le grand-père de Gong-chan.

### Acteurs secondaires
- Jo Kye-hyung : Ahn Jin-gyu
- Hwang Bo-ra : Ahn Jin-shim
- Ahn Suk-hwan : Jang Il-do
- Choi Ran : Bae In-sun
- Lee Sa-bi : Yoon Jin-kyung
- Kim Yong-rim : Jang Hyung-ja
- Jung Han-heon : Joo Tae-hyung
- Han Chae-young : Choi Ha-na, caméo
- Jae Hee : Lee Mong-ryong, caméo

## Récompenses
Prix SBS Drama 2005
- Prix d'excellence pour une actrice dans un drama spécial : Lee Da-hae

Prix SBS Drama 2006
- Top 10 des stars : Lee Da-hae
- Prix de la nouvelle star : Park Si-yeon

### Sources
- (en) Cet article est partiellement ou en totalité issu de l’article de Wikipédia en anglais intitulé « My Girl (2005 TV series) » (voir la liste des auteurs).